# Уголино ди Нерио
Уголѝно ди Нèрио (на италиански: Ugolino di Nerio; * ок. 1280 в Сиена, Сиенска република, † 1330 – 1335, пак там) е италиански художник, известен така също и под името Уголино да Сиена, представител на Сиенската школа, работил в града от 1317 г.
Той е един от най-верните последователи и ученици на Дучо ди Буонинсеня. Неговото име на няколко пъти се споменава в архивните документи от 5 септември 1317 до 6 февруари 1327 г., а Джорджо Вазари съставя за него кратка биография. Неговите произведения, с изключение на Полиптиха от църквата Санта Кроче, нямат подписи и дати на изготвяне.

## Полиптих за олтара на църквата Санта Кроче
Полиптихът от църквата Санта Кроче изиграва главна роля за връщането на творчеството на Уголино ди Нерио от небитието, позволявайки да се определи маниера на художника.
Санта Кроче е главен и най-голям францискански храм във Флоренция. Строителството му е започнато през 1294 г. Полиптихът е поръчан на Уголино в средата на 1320-те г. и е първият голям олтар в този храм. След завършване на живописните работи и монтажа полиптихът стои в главния олтар до 1566 г., когато е преместен, за да освободи място за скинията – дело на Вазари. Полиптихът е разглобен и разпродаден на части. За този факт са останали свидетелствата на Джовани Баканели (1647 г.), съумял да нарисува трима францискански светии от това произведение, и отец Дела Вале (1784 г.), кратко описал полиптиха и разказва, че централният панел с изображението на Мадоната има подпис на автора UGOLINO DE SENIS ME PINXIT (Уголино от Сиена ме изобрази).
Между 1785 и 1789 г. известният познавач и ценител на старинното изкуство д’Ажанкур поръчва рисунка на полиптиха на олтара на Санта Кроче, когато той е почти цял. Голяма част от картините от полиптиха са придобити от крупния английски колекционер на италианска живопис Уилям Янг Отли. По-късно германският учен Густав Фридрих Вааген (1794 – 1868) – първи директор на Пруската кралска художествена галерия придобива няколко картини от колекцията на Отли.
- Реконструкция на олтара от съхранените части.
- Рисунка на олтара от църквата Санта Кроче, направен през XVIII век. Библиотека на Ватикана.
- Св. Симон и Тадей. Лондон, Нац. галерия.
- Св. Вартоломей и Андрей. Лондон, Нац. галерия